# Gorski kotar

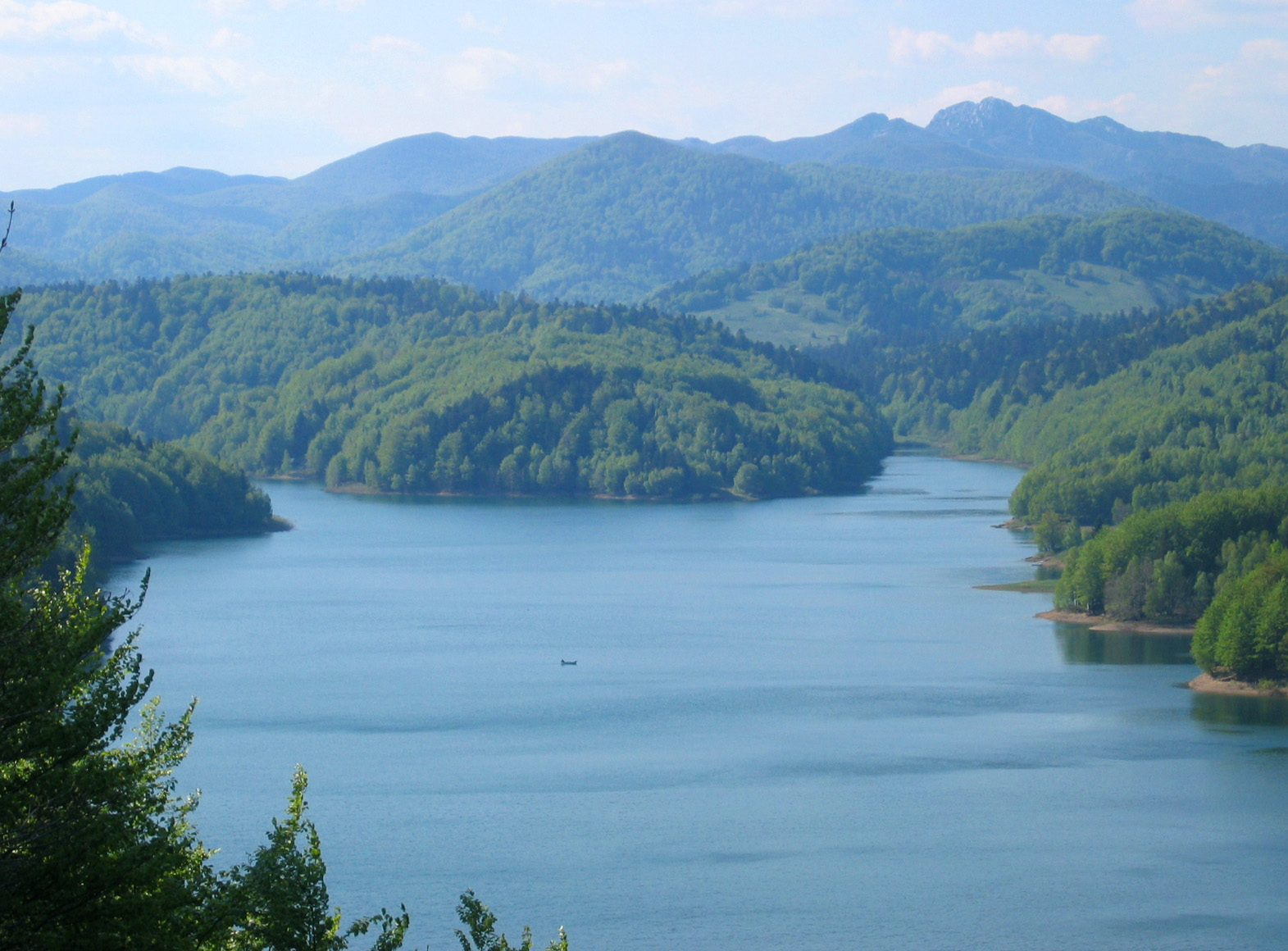
Lokvesjön och berget Risnjak i bakgrunden.

Gorski kotar (sv. Bergsdistriktet) är ett bergigt område i nordvästra Kroatien. Området hör administrativt till Primorje-Gorski kotars län. Det ligger nordöst om hamnstaden Rijeka vid Adriatiska havet och sträcker sig upp mot den kroatisk-slovenska gränsen. Regionens huvudort är Delnice.
Gorski kotar är ett naturskönt område och kallas av denna anledning ibland för Kroatiens gröna lungor. Utöver skidsport vintertid erbjuder området vandringsleder, ridsport och bergsklättring. Nationalparken Risnjak samt skidområdena Bjelolasica och Platak ligger i Gorski kotar.

## Orter och befolkning
Sedan andra världskrigets slut 1945 har området kontinuerligt avfolkats vilket har lämnat vissa tidigare bosättningar obebodda. Följande orter och kommuner ligger i Gorski kotar. Invånarantalen är från folkräkningen 2011.
- Brod Moravice, 865 invånare
- Čabar, 3 811 invånare
- Delnice, 5 921 invånare
- Fužine, 1 595 invånare
- Lokve, 1 047 invånare
- Mrkopalj, 1 208 invånare
- Ravna Gora, 2 439 invånare
- Skrad, 1 054 invånare
- Vrbovsko, 5 019 invånare

## Transporter och kommunikationer

### Vägar
Motorvägen A1 och A6 förbinder huvudstaden  Zagreb och Rijeka och går genom området. 

### Fotnoter
1. 1 2  ”Census of Population, Households and Dwellings 2011, First Results by Settlements” (på engelska och kroatiska) ( PDF). Kroatiska statistiska centralbyrån. Arkiverad från originalet den 19 augusti 2014. https://web.archive.org/web/20140819030849/http://www.dzs.hr/Hrv_Eng/publication/2011/SI-1441.pdf. Läst 2 november 2013.